# 布爾 (愛達荷州)
布爾（英語：Buhl）是一個位於美國愛達荷州特溫福爾斯縣的城市。

## 地理
布爾的座標為42°36′00″N 114°45′43″W / 42.60000°N 114.76194°W，而該地的平均海拔高度為1150米（即3770英尺）。

## 人口
根據2010年美國人口普查的數據，布爾的面積為4.87平方千米，當中陸地面積為4.87平方千米，而水域面積為0.00平方千米。當地共有人口4122人，而人口密度為每平方千米846.41人。